# سیارک ۱۳۹۲۳
سیارک ۱۳۹۲۳ (به انگلیسی: 13923 Peterhof، نامگذاری:1985UA5) سیزده هزار و نهصد و بیست و سومین سیارک کشف شده‌است که در ۲۲ اکتبر ۱۹۸۵ کشف شد.
قدر مطلق سیارک برابر ۳۸.۹ است.